# Tir amb arc als Jocs Olímpics d'estiu de 1904 - Ronda Nacional femenina

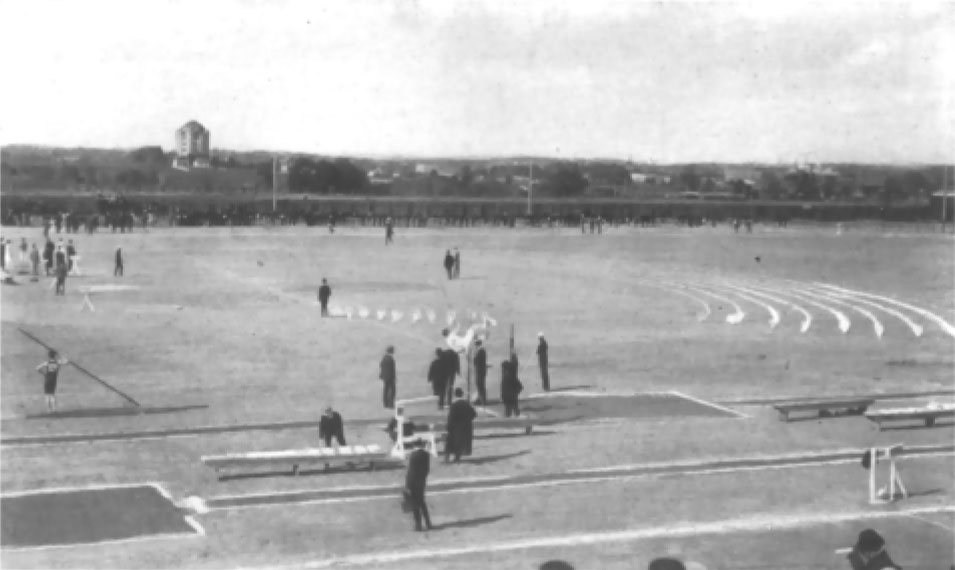
Fotografia de la competició femenina.

La ronda Nacional femenina fou una de les proves de tir amb arc als Jocs Olímpics d'estiu de 1904 de Saint Louis (Missouri). La ronda Columbia consisteix en 24 fletxes a disparar a 60 iardes i 12 a 50 iardes. El nombre total de fletxes per la ronda doble era de 72. La prova es disputà el dimarts 20 de setembre de 1904 i hi van prendre part 6 arqueres, totes estatunidenques.

## Medallistes
| Or                   | Plata            | Bronze               |
| Matilda Howell (USA) | Emma Cooke (USA) | Jessie Pollock (USA) |

## Resultats
| Pos.   | Arquer               | Punts | Puntuació |
| ------ | -------------------- | ----- | --------- |
| Or     | Matilda Howell (USA) | 7.5   | 620       |
| Argent | Emma Cooke (USA)     | 0.5   | 419       |
| Bronze | Jessie Pollock (USA) | 0     | 419       |
| 4      | Laura Woodruff (USA) | 0     | 234       |
| 5      | Mabel Taylor (USA)   | 0     | 160       |
| 6      | Louise Taylor (USA)  | 0     | 159       |